# Fenton (Missouri)
Fenton és una població dels Estats Units a l'estat de Missouri. Segons el cens del July 2008 tenia 4.285 habitants.

## Demografia
Segons el cens del 2000, Fenton tenia 4.360 habitants, 1.587 habitatges, i 1.239 famílies. La densitat de població era de 274,6 habitants per km².
Dels 1.587 habitatges en un 35,2% hi vivien nens de menys de 18 anys, en un 68,7% hi vivien parelles casades, en un 6,7% dones solteres, i en un 21,9% no eren unitats familiars. En el 18,1% dels habitatges hi vivien persones soles el 5,7% de les quals corresponia a persones de 65 anys o més que vivien soles. El nombre mitjà de persones vivint en cada habitatge era de 2,72 i el nombre mitjà de persones que vivien en cada família era de 3,11.
Per edats la població es repartia de la següent manera: un 25,5% tenia menys de 18 anys, un 7,5% entre 18 i 24, un 26,8% entre 25 i 44, un 29,1% de 45 a 60 i un 11,1% 65 anys o més.
L'edat mediana era de 40 anys. Per cada 100 dones de 18 o més anys hi havia 92 homes.
La renda mediana per habitatge era de 74.708 $ i la renda mediana per família de 80.536 $. Els homes tenien una renda mediana de 56.425 $ mentre que les dones 34.514 $. La renda per capita de la població era de 29.658 $. Entorn del 0,6% de les famílies i el 2,1% de la població estaven per davall del llindar de pobresa.

## Poblacions més properes
El següent diagrama mostra les poblacions més properes.